# Вестерман, Дидрих
Дидрих Вестерман (нем. Diedrich Hermann Westermann, 24 июня 1875, Баден, Нижняя Саксония — 31 мая 1956, Баден) — немецкий миссионер и лингвист, крупнейший африканист первой половины XX века, один из основателей современной африканистики. Труды по генетической классификации языков Африки, фонетике и письменности африканских языков, образцовые грамматические описания целого ряда языков Африки.

## Биография
Родился в крестьянской семье. Попал в Африку в качестве миссионера, был одним из первых европейцев, свободно владевших языками Тропической Африки. В дальнейшем работал как профессиональный африканист, сначала в Германии, впоследствии в Великобритании. Один из создателей и первый директор Международного института по изучению африканских языков и культур в Лондоне. Внёс значительный вклад в фонетические исследования языков Африки, в разработку практической орфографии для этих языков, а также в генетическую классификацию языков Африки: до появления классификации Дж. Гринберга именно классификация Вестермана считалась общепринятой. Гринберг сохранил многие предложения Вестермана, уточнив, главным образом, лишь номенклатуру «верхних» уровней классификации (семьи и макросемьи).
Составленные Вестерманом ещё в 1903—1907 гг. грамматика и словарь языка эве до сих пор не утратили своего значения и являются едва ли не лучшими образцами грамматики и словаря африканского языка: это удивительный пример научного долголетия описательной грамматики.

## Труды
- Westermann, Diedrich H. (1907) Grammatik der Ewe-Sprache. Berlin: Reimer.
- Westermann, Diedrich H. (1911) Die Sudansprachen.
- Westermann, Diedrich H. (1912) The Shilluk People. Berlin.
- Westermann, Diedrich H. (1924) Die Kpelle-Sprache in Liberia: grammatische Einführung, Texte und Wörterbuch. Berlin: Reimer, Hamburg: Boysen.
- Westermann, Diedrich H. (1927) Die westlichen Sudansprachen und ihre Beziehungen zum Bantu. Berlin: de Gruyter.
- Westermann, Diedrich Hermann & Ward, Ida C. (1933) Practical phonetics for students of African languages. London: Oxford University Press for the International African Institute.
- Westermann, Diedrich H. (1948). The missionary and anthropological research. Oxford University Press for the International African Institute.
- Westermann, Diedrich H. (1949). Sprachbeziehungen und Sprachverwandtschaft in Afrika. Sitzungsberichte der Deutschen Akademie der Wissenschaften zu Berlin, Philosophisch-Historische Klasse, 1948 (Nr. 1). Berlin: Akademie-Verlag.
- Westermann, Diedrich H. (1952). The languages of West Africa. Oxford: Oxford University Press.